# Планетарий Боготы
Планетарий Боготы (исп. Planetario de Bogotá) — планетарий и культурный центр города Богота — столицы Колумбии. Расположен в баррио Сентро-Интернасиональ-де-Богота района Ла-Канделария на территории Парка Независимости рядом с жилым комплексом Торрес-дель-Парке.
Планетарий был построен по инициативе мэра Вирхилио Барко Варгаса в 1967 году. Церемония открытия состоялась 22 декабря 1969 года. Он был первым из девяти музеев, которые в настоящее время функционируют в качестве культурных центров.
В 2008 году планетарий приобрёл новый проектор для проекции звезд и реконструировал внутренние проходные пространства на первом и последнем этажах, расширив помещение для временных выставок.
В 2011 году начался последний этап реконструкции планетария, в ходе которого была усилена конструкция, улучшена вывеска, обновлён проекционный экран купола, расширена вместимость здания и построен Музей космонавтики, в состав которого вошли пять интерактивных залов.
В разное время на территории планетария проходили выставки Музея Боготы, Галереи Санта-Фе, Комнаты Ориоля Рангеля, Музея естественных наук, Музея современного искусства, Городской синематеки.
В настоящее время его помещения, кроме Музея космонавтики, занимают публичная библиотека, специализирующаяся на астрономии, под названием Астротека, сувенирный магазин, кафетерий и современное интернет-кафе. В планетарии постоянно действует широкая программа мероприятий для детей, взрослых и групп посетителей. Здесь проходят развлекательные мероприятия, конференции по астрономии, концерты и спектакли, в коридорах устраивают специальные выставки, а через телескопы, устроенные на террасе здания, проводят дни наблюдения.